# Olympische Winterspiele 1956/Teilnehmer (Kanada)
| Gelbes Symbol für Goldmedaillen mit stilisierten Olympischen Ringen | Graues Symbol für Silbermedaillen mit stilisierten Olympischen Ringen | Braundes Symbol für Bronzemedaillen mit stilisierten Olympischen Ringen |
| ------------------------------------------------------------------- | --------------------------------------------------------------------- | ----------------------------------------------------------------------- |
| —                                                                   | 1                                                                     | 2                                                                       |

Kanada nahm an den VII. Olympischen Winterspielen 1956 in der italienischen Gemeinde Cortina d’Ampezzo mit einer Delegation von 35 Athleten in sieben Disziplinen teil, davon 27 Männer und 8 Frauen. Die Athleten gewannen insgesamt eine Silber- und zwei Bronzemedaillen.
Fahnenträger bei der Eröffnungsfeier war der Eiskunstläufer Norris Bowden.

## Teilnehmer nach Sportarten

### Eishockey
Männer
| - Denis Brodeur - Keith Woodall - Floyd Martin - Howie Lee - Art Hurst - Jack McKenzie - James Logan - Paul Knox - Donald Rope | - Byrle Klinck - Bill Colvin - Gerry Théberge - Buddy Horne - Charles Brooker - George Scholes - Bob White - Ken Laufman |

- Bronze

### Eiskunstlauf
Männer
- Charles Snelling
8. Platz (150,42)

Frauen
- Ann Johnston
9. Platz (152,56)

- Carole Jane Pachl
6. Platz (154,74)

Paare
- Barbara Wagner & Robert Paul
6. Platz (10,74)

- Frances Dafoe & Norris Bowden
Silber  (11,32)

### Eisschnelllauf
Männer
- Ralf Olin
500 m: 36. Platz (44,1 s)
1500 m: 41. Platz (2:19,7 min)
5000 m: 33. Platz (8:30,5 min)
10.000 m: 31. Platz (17:59,2 min)

- Johnny Sands
500 m: Rennen nicht beendet
1500 m: 45. Platz (2:20,7 min)

- Gordon Audley
500 m: 25. Platz (43,2 s)
1500 m: 53. Platz (2:26,1 min)

### Nordische Kombination
- Irvin Servold
Einzel (Normalschanze / 15 km): 27. Platz (399,000)

### Ski Alpin
Männer
- André Bertrand
Abfahrt: 25. Platz (3:31,2 min)
Riesenslalom: 39. Platz (3:33,1 min)
Slalom: 50. Platz (5:02,8 min)

Frauen
- Anne Heggtveit
Abfahrt: 22. Platz (1:53,2 min)
Riesenslalom: 29. Platz (2:05,3 min)
Slalom: 30. Platz (2:38,5 min)

- Carlyn Kruger
Abfahrt: 22. Platz (1:53,2 min)
Riesenslalom: disqualifiziert
Slalom: 23. Platz (2:22,3 min)

- Ginette Seguin
Abfahrt: 33. Platz (1:58,2 min)
Riesenslalom: 36. Platz (2:16,6 min)
Slalom: 18. Platz (2:15,6 min)

- Lucille Wheeler
Abfahrt: Bronze  (1:45,9 min)
Riesenslalom: 6. Platz (1:58,6 min)
Slalom: disqualifiziert

### Skilanglauf
Männer
- Clarence Servold
15 km: 19. Platz (53:34 min)
30 km: 37. Platz (2:00:01 h)
50 km: 22. Platz (3:21:50 h)

### Skispringen
- Jacques Charland
Normalschanze: 27. Platz (188,0)